# 池田清彦
池田 清彦（いけだ きよひこ、1947年7月14日 - ）は、日本の生物学者（構造主義生物学・理論生物学）、科学・社会・環境問題評論家。早稲田大学名誉教授、山梨大学名誉教授。理学博士（東京都立大学）。TAKAO 599 MUSEUM名誉館長。構造主義を生物学に応用する方法を追究する。専門の生物学をはじめ、進化論、科学論、環境問題、脳科学などを幅広く論じる。趣味は昆虫採集。

## 人物
- 構造主義を生物学に当てはめた構造主義生物学[1]の支持者のひとりとして知られている[2]。また、科学全体に構造主義を当てはめた「構造主義科学論」も唱えており、その視点を用いつつ科学論、社会評論等も多数行っている。
- フジテレビ系列の情報バラエティ番組『ホンマでっか!?TV』でコメンテーターを務める[3]。肩書きは「生物評論家」で、出演時は左端に座っている。
- 人為的な地球温暖化に対する懐疑論を主張している。しかし、当該分野の専門家[4]からは、不正確であるとの指摘を受けている[5]。また、IPCC第4次評価報告書の結論とは異なっている。たとえば、温暖化はヒートアイランド現象以上のものではないと主張しているが、ヒートアイランドの影響範囲は地球全体のごく一部のため[6]、ヒートアイランドの影響量は産業革命以降に観測されている温暖化の2-4%程度に過ぎないと見積もられている[7]。

- 汎用人工知能の普及後の社会に対応するための経済政策として、ベーシックインカムの導入を提唱している。その財源確保の方法として、MMT理論（現代貨幣理論）の適用を主張している[8]。

## 経歴
〈出典：〉
- 1947年 : 東京都足立区に生まれる。
- 1963年 : 足立区立第四中学校卒業。
- 1966年 : 東京都立上野高等学校卒業。
- 1971年 : 東京教育大学理学部生物学科動物学専攻卒業。
- 1977年 : 東京都立大学大学院理学研究科博士課程（生物学専攻）単位取得満期退学。
- 1978年 : 東京都立大学から理学博士の学位を授与される。
- 1979年 - 1981年 : 山梨大学教育学部講師。
- 1981年 - 1990年 : 山梨大学教育学部助教授。
- 1993年 - 1994年 : オーストラリア国立博物館客員研究員。
- 1990年 - 2004年 : 山梨大学教育学部（1998年より教育人間科学部に改組）教授。
- 2004年  : 早稲田大学国際教養学部教授。山梨大学名誉教授。
- 2015年  : TAKAO 599 MUSEUM名誉館長。
- 2018年  : 早稲田大学名誉教授。

## 著作等

### 著書

#### 1980年代
- 『構造主義生物学とは何か 多元主義による世界解読の試み』海鳴社、1988年
- 『構造主義と進化論』海鳴社、1989年

#### 1990年代
- 『構造主義科学論の冒険』毎日新聞社、1990年　のち講談社学術文庫
- 『昆虫のパンセ』青土社、1992年　「虫の思想誌」講談社学術文庫
- 『分類という思想』新潮選書、1992年
- 『科学は錯覚である』宝島社、1993年
- 『思考するクワガタ』宝島社、1994年
- 『科学はどこまでいくのか』筑摩書房〈ちくまプリマーブックス〉、1995年　のち文庫
- 『科学教の迷信』洋泉社、1996年
- 『生物学者 誰でもみんな昆虫少年だった』実業之日本社、1997年　「だましだまし人生を生きよう」新潮文庫
- 『さよならダーウィニズム 構造主義進化論講義』講談社選書メチエ、1997　「構造主義進化論入門」学術文庫
- 『正しく生きるとはどういうことか』新潮社、1998年　のち新潮OH!文庫、新潮文庫
- 『科学とオカルト 際限なき「コントロール願望」のゆくえ』PHP新書、1999年　のち講談社学術文庫
- 『虫の目で人の世を見る 構造主義生物学外伝』平凡社新書、1999年
- 『楽しく生きるのに努力はいらない 元気がわき出る50のヒント』サンマーク出版、1999年　「楽しく生きるのに準備はいらない」青春文庫
- 『生命という物語り DNAを超えて 池田清彦対話集』洋泉社、1999年

#### 2000年代
- 『臓器移植我、せずされず』小学館文庫、2000年　『脳死臓器移植は正しいか』角川文庫
- 『自由に生きることは幸福か』文春ネスコ、2000年
- 『新しい生物学の教科書』新潮社、2001年　のち文庫
- 『生命の形式 同一性と時間』哲学書房〈哲学文庫〉2002年　「生物にとって時間とは何か」角川ソフィア文庫
- 『他人と深く関わらずに生きるには』新潮社、2002年　のち文庫
- 『初歩から学ぶ生物学』角川選書、2003年
- 『やぶにらみ科学論』ちくま新書、2003年
- 『生きる力、死ぬ能力』弘文堂〈シリーズ生きる思想〉2005年
- 『やがて消えゆく我が身なら』角川書店、2005年　のち文庫
- 『底抜けブラックバス大騒動』つり人社、2005年、ISBN 4-88536-531-7。
- 『環境問題のウソ』ちくまプリマー新書、2006年、ISBN 4-480-68730-0。
- 『すこしの努力で「できる子」をつくる』講談社、2006年　のち文庫
- 『ゼフィルスの卵』東京書籍、2007年、ISBN 978-4-487-80184-8。
- 『細胞の文化、ヒトの社会 構造主義科学論で読み解く』北大路書房、2008年
- 『遺伝子がわかる!』ちくまプリマー新書、2008年、ISBN 978-4-480-68786-9。
- 『池田清彦の「生物学」ハテナ講座 iPS細胞の「?」にも答えます』三五館、2008年
- 『ほんとうのエネルギー問題』ベストセラーズ、2008年
- 『がんばらない生き方』中経出版 2009年  のち文庫
- 『そこは自分で考えてくれ』角川学芸出版 2009年
- 『寿命はどこまで延ばせるか?』PHPサイエンス・ワールド新書 2009年　「なぜ生物に寿命はあるのか?」文庫
- 『人はダマシ・ダマサレで生きる』静山社文庫 2009年

#### 2010年代
- 『38億年生物進化の旅』新潮社 2010年  のち文庫
- 『新しい環境問題の教科書』新潮文庫　2010
- 『オスは生きてるムダなのか』角川選書 2010
- 『メスの流儀オスの流儀』静山社文庫 2010
- 『激変する核エネルギー環境』ベスト新書 2011
- 『「進化論」を書き換える』新潮社　2011　のち文庫
- 『アホの極み 3・11後、どうする日本!?』朝日新聞出版　2012
- 『生物多様性を考える』中公選書　2012
- 『ナマケモノに意義がある』角川oneテーマ21 2013
- 『人間、このタガの外れた生き物』ベスト新書 2013
- 『不思議な生き物 生命38億年の歴史と謎』角川学芸出版 2013
- 『ほんとうの環境白書 3・11後の地球で起きていること』角川学芸出版 2013
- 『この世はウソでできている』新潮社 2013
- 『「本末転倒」には騙されるな 「ウソの構造」を見抜く法』創英社/三省堂書店　2013
- 『生きているとはどういうことか』筑摩選書、2013
- 『世間のカラクリ』新潮社 2014
- 『生物学の「ウソ」と「ホント」 最新生物学88の謎』新潮社、2015
- 『同調圧力にだまされない変わり者が社会を変える。』大和書房 2015
- 『心は少年、体は老人。』大和書房　2015
- 『この世はウソでできている』新潮社　2016
- 『オトコとオンナの生物学』PHP研究所　2016
- 『真面目に生きると損をする』角川学芸出版　2016
- 『世間のカラクリ』新潮社　2016
- 『進化論の最前線』集英社インターナショナル　2017
- 『正直者ばかりバカを見る』KADOKAWA 2017
- 『ナマケモノはなぜ「怠け者」なのか: 最新生物学の「ウソ」と「ホント」』新潮社　2017
- 『ウソとマコトの自然学 - 生物多様性を考える』中央公論新社　2018
- 『ぼくは虫ばかり採っていた ―生き物のマイナーな普遍を求めて―』青土社　2018
- 『最新進化論 キーワード図鑑』宝島社　2018
- 『ほどほどのすすめ ―強すぎ・大きすぎは滅びへの道』さくら舎　2018
- 『いい加減くらいが丁度いい』KADOKAWA〈角川新書〉、2018年。ISBN 978-4-04-082247-1。
- 『初歩から学ぶ生物学』KADOKAWA〈角川ソフィア文庫〉、2019年。ISBN 978-4-04-400398-2。
- 『生物学ものしり帖』KADOKAWA〈角川新書〉、2019年。ISBN 978-4-04-082267-9。
- 『池の水ぜんぶ“は”抜くな！ 外来種はみんなワルモノなのか』つり人社、2019年。ISBN 978-4-86447-333-0。(監修)
- 『もうすぐいなくなります 絶滅の生物学』新潮社、2019年。ISBN 978-4-10-423112-6。〈新潮文庫〉、2021年。

#### 2020年代
- 『本当のことを言ってはいけない』KADOKAWA〈角川新書〉、2020年。ISBN 978-4-04-082311-9。
- 『自粛バカ リスクゼロ症候群に罹った日本人への処方箋』宝島社〈宝島社新書〉、2020年。ISBN 978-4-299-00820-6。
- 『環境問題の噓 令和版』エムディエヌコーポレーション〈MdN新書〉、2020年。ISBN 978-4-295-20035-2。
- 『騙されない老後 権力に迎合しない不良老人のすすめ』扶桑社〈扶桑社新書〉、2020年。ISBN 978-4-594-08687-9。
- 『「現代優生学」の脅威』集英社インターナショナル〈インターナショナル新書〉、2021年。
- 『どうせ死ぬから言わせてもらおう』KADOKAWA〈角川新書〉、2021年。
- 『平等バカ-原則平等に縛られる日本社会の異常を問う-』扶桑社〈扶桑社新書〉、2021年。
- 『もうすぐいなくなります―絶滅の生物学』新潮文庫、2022。
- 『病院に行かない生き方』PHP研究所、2022
- 『SDGsの大嘘』宝島社、2022
- 『バカの災厄』宝島社、2022
- 『４０歳からは自由に生きる　生物学的に人生を考察する』講談社、2022
- 『バカにつける薬はない』KADOKAWA、2022
- 『専門家の大罪 ウソの情報が蔓延する日本の病巣』扶桑社、2022
- 『孤独という病』宝島社、2022
- 『驚きの「リアル進化論」』扶桑社、2023
- 『自己家畜化する日本人』祥伝社、2023
- 『食料危機という真っ赤な噓』ビジネス社、2023
- 『人生に「意味」なんかいらない』フォレスト出版、2023
- 『人間は老いを克服できない』KADOKAWA、2023
- 『「頭がいい」に騙されるな』宝島社、2024
- 『多様性バカ　矛盾と偽善が蔓延する日本への警告』扶桑社、2024
- 『共感バカ』祥伝社、2024

### 共編著
- 池田正子共著『教養の生物学」パワー社、1987年
- 柴谷篤弘共編『差別ということば』田中克彦・竹田青嗣コメンテーター、明石書店、1992年
- 養老孟司・奥本大三郎共著『三人寄れば虫の知恵』洋泉社、1996年　のち新潮文庫
- 中村雄二郎共著『生命」岩波書店〈21世紀へのキーワード 〉1998年
- 金森修共著『遺伝子改造社会あなたはどうする』洋泉社〈新書y〉、2001年
- 西條剛央『科学の剣哲学の魔法 構造主義科学論から構造構成主義への継承 対談』北大路書房、2006年
- 『遺伝子「不平等」社会 人間の本性とはなにか』岩波書店、2006年
- 西條剛央・京極真共編著『現代思想のレボリューション』北大路書房、2007年
- 養老孟司・吉岡忍共著『バカにならない読書術』朝日新書、2007年
- 養老孟司共著『ほんとうの環境問題』新潮社、2008年、ISBN 978-4-10-423104-1。
- 西條剛央・京極真共編著『信念対立の克服をどう考えるか』北大路書房、2008年
- 養老孟司共著『正義で地球は救えない』新潮社、2008年
- 養老孟司・奥本大三郎共著『虫捕る子だけが生き残る 「脳化社会」の子どもたちに未来はあるのか』小学館101新書、2008年
- 『なぜいま医療でメタ理論なのか』西條剛央,京極真共編著 北大路書房 2009年
- 『持続可能な社会をどう構想するか』西條剛央,京極真共編著 北大路書房 2010年
- 養老孟司共著『ほんとうの復興』新潮社 2011年
- マツコ・デラックス共著『マツ☆キヨ』 新潮社 2011年　のち文庫
- 『よい教育とは何か』西條剛央,京極真共編著　北大路書房　構造構成主義研究　2011
- 養老孟司・奥本大三郎共著『ぼくらの昆虫採集』デコ　2011
- 岡崎二郎共著『まるまる動物記(1) 』講談社　2012
- 岡崎二郎共著『まるまる動物記(2) 』講談社　2013
- 西條剛央・京極真共著『思想がひらく未来へのロードマップ (構造構成主義研究) 』北大路書房　2014
- マツコ・デラックス共著『マツ☆キヨ: 「ヘンな人」で生きる技術』新潮社　2014
- 養老孟司・吉岡忍共著『世につまらない本はない』朝日文庫　2015
- 芥川龍之介　他40名共著『もうすぐ絶滅するという煙草について　池田清彦論考「タバコ一箱を１００万円にしてみたら？」』キノブックス　2018
- 内田樹編『人口減少社会の未来学　池田清彦論考「ホモ・サピエンス史から考える人口動態と種の生存戦略」』文藝春秋　2018
- 養老孟司共著『年寄りは本気だ―はみ出し日本論―』新潮社 2022
- 落合陽一 他5名共著『ChatGPTは神か悪魔か』宝島社 2023
- 南伸坊 共著『老後は上機嫌』筑摩書房 2024
- 和田秀樹 共著『オスの本懐』新潮社 2024
- 内田樹 共著『国家は葛藤する』ビジネス社 2024
- 『日本を危機に陥れる陰謀の正体（担当範囲「環境の陰謀とは何か？」）』真田幸光, 深田萌絵, 池田清彦, 谷本真由美, 笹原和俊:共著、宝島SUGOI文庫、2024年2月[10]

### 翻訳
- マルコ・フェラーリ『「生きた化石」の世界』新潮社、1994年
- フェラーリ『擬態生物の世界』新潮社、1994年
- リチャード・ミコッド『なぜオスとメスがあるのか』新潮選書、1997年
- デイヴィッド・ストリーター『オークの木の自然誌』メディアファクトリー、1998年
- デボラ・ゴードン『アリはなぜ、ちゃんと働くのか』池田正子共訳、新潮OH!文庫、2001年
- デイヴィッド・S.ムーア『遺伝子神話の崩壊 「発生システム的見解」がすべてを変える!』池田清美共訳、徳間書店、2005年

## 論文
英文
1. Ikeda,K. Bioeconomic studies on a population of Luehdorfia puziloi inexpecta Sheljuzko (Lepidoptera: Papilionidae). Jap.J.Ecol.,26:199-208,1976.
2. Ikeda,K. Consumption and food utilization by individual larvae and the population of a wood borer Phymatodes maaki Kraatz (Coleoptera: Cerambycidae). Oecologia.,40:287-298,1979.

和文
1. 池田清彦 構造主義生物学とゲーテ形態学 モルフォロギア: ゲーテと自然科学、第1996巻18号、2-23頁、1996年
2. 池田清彦 脳死・臓器提供の自己決定権とパターナリズム : 反・脳死臓器移植の立場から 生命倫理、第10巻1号、4-10頁、2000年
3. 池田清彦 動物個体群とくに共食い個体群におけるエサのムダ食い 山梨大学教育学部研究報告. 第2分冊, 自然科学系 (通号 30)、45-48頁、1979年
4. 池田清彦 ヒメギフチョウの摂食がウスバサイシン個体群の年間成長に与える影響〔英文〕 山梨大学教育学部研究報告. 第2分冊, 自然科学系 (通号 31) 、55-61頁、1980年
5. 池田清彦 ヒオドシチョウ自然個体群の生物経済学的研究〔英文〕 山梨大学教育学部研究報告. 第2分冊, 自然科学系 (通号 32)、67-75頁、1981年
6. 池田清彦、大和弘芳  甲府市近郊の森林における土壌性小型節足動物の季節変動 山梨大学教育学部研究報告. 第2分冊, 自然科学系 (通号 33)、87-93頁、1982年
7. 池田清彦 ヒオドシチョウ幼虫の成長,摂食,食物利用-1-成長〔英文〕 山梨大学教育学部研究報告. 第2分冊, 自然科学系 (通号 34)、92-98頁、1983年
8. 池田清彦 ヒオドシチョウ幼虫の成長,摂食,食物利用-2-摂食と食物利用〔英文〕 山梨大学教育学部研究報告. 第2分冊, 自然科学系 (通号 35)、80-87頁、1984年
9. 池田清彦 密度依存,非依存性と固体群サイズとの関係および野生動物の絶滅警告密度の概念〔英文〕 山梨大学教育学部研究報告. 第2分冊, 自然科学系 (通号 36) 、53-55頁、1985年
10. 池田清彦 進化理論における進歩主義 山梨大学教育学部研究報告. 第2分冊, 自然科学系 (通号 37)、48-58頁、1986年
11. 西村正賢、池田清彦 タイ産昆虫資料目録 2 コガネムシ科,カブトムシ亜科 山梨大学教育学部研究報告. 第2分冊, 自然科学系 (通号 46)、25-30頁、1995年
12. 酒井香、池田清彦 Check list of Insects of Thailand(4)Family Scarabaeidae,Subfamily Cetoniinae 山梨大学教育学部研究報告. 第2分冊, 自然科学系 (通号 47)、34-43頁、1996年